# Jozef Mellaerts
Jozef Mellaerts (Borgerhout, 27 oktober 1822 - Brussel, 20 november 1864) was apotheker van vorming en burgemeester van de voormalige Belgische gemeente Borgerhout.

## Levensloop
Mellaerts was de zoon van Franciscus Mellaerts en Livina Vanderkelen. In 1850 kwam hij in de gemeenteraad, als opvolger van zijn oom en burgemeester Willem Mellaerts. In 1854 werd hij schepen om in 1859 burgemeester te worden. In 1860 werd hij verkozen in de provincieraad van de provincie Antwerpen. Daar nam hij in 1862 ontslag, maar werd er in 1863 herkozen. Hij was de schoonbroer van Egide Masquelier (1842-1913) die van 1876 tot 1884 eveneens lid was de provincieraad.